# Enuma Eliș
Enuma Eliș (Enûma Eliš) este poemul epic al creației în mitologia sumeriano-babiloniană. El a fost descoperit, sub formă fragmentară, în ruinele bibliotecii lui Assurbanipal la Ninive.

## Geneza sumeriana
Tăblița I:
Cînd sus, cerul nu fusese încă numit/Iar jos, pământul încă nu purta un nume/
Când nu exista decât Apsu primordialul, născătorul lor/
Mummu și Tiamat, cea care le-a dat naștere la toți;/
Ci numai apele lor amestecându-se ca un singur corp,/
Niciun loc de pășune nu fusese format și nici măcar un mărăciniș nu apăruse,/
Când niciunul dintre zei nu fusese adus întru ființă,/
Când ei încă nu fuseseră pe numele lor chemați și destinele lor încă nu fuseseră fixate,/
In acest timp au fost creați zeii înlăuntrul lor./
Lahmu și Lahamu au fost formați, au căpătat nume./
Chiar mai înainte ca ei să fi crescut și să devină mari;/ 
Anshar și Kishar au fost creați, depășind pe alții,/
Ei au trăit zile multe, au adăugat la ani;/
Anu a fost succesorul lor, rivalul părinților săi;/
Da, primul născut al lui Anshar, Anu, fu egalul lui./
Și Anu l-a născut pe Nudimmud după chipul său./
Nudimmud, stăpânul părinților săi, era el,/
De o vastă înțelepciune, înțelegere, putere și tărie,/
Mult mai puternic decât bunicul său Anshar;/
N-avea niciun rival printre zei, frații lui./
Cereștii frați s-au adunat împreună./
Ei au întărâtat pe Tiamat și asaltat pe păzitorul lor./
Da, ei au tulburat buna dispoziție a lui Tiamat,/
Prin râsul lor în locuința cerului./
Apsu n-a putut să domolească zgomotul lor/
Și Tiamat a rămas mută la purtarea lor;/
Faptele lor erau necuviincioase față de [...]./
Purtarea lor nu era bună, ei au fost obraznici./
Atunci Apsu, născătorul marilor zei,/
A chemat pe Mummu, vizirul său și i-a zis:/
<<Mummu, vizirul meu, care bucură inima mea,/
Haidem să mergem la Tiamat.>>/
Ei au mers și au stat jos în fața lui Tiamat;/
S-au sfătuit privitor la zei, primii lor născuți./
Apsu și-a deschis gura/
Și a zis către Tiamat cu voce tare:/
<<Purtarea lor a devenit jignitoare pentru mine,/
Ziua eu n-am liniște, noaptea nu pot să dorm;/
Vreau să-i distrug, să termin cu purtările lor,/
Ca liniștea să fie refăcută, să putem dormi.>>/
Îndată ce Tiamat a auzit aceasta,/
A devenit furioasă și a strigat către soțul ei;/
Ea țipa și răcnea furioasă de una singură./
Ea plămădi răul în inima sa și zise:/
<<Ce? Să distrugem ceea ce noi înșine am creat?/
Purtarea lor, desigur, este supărătoare, dar să-i luam cu binele!>>/
Mummu luă cuvântul și sfătui pe Apsu;/
[...] și răuvoitor fu sfatul lui Mummu:/
<<Da, tata, distruge purtarea lor jignitoare;/
Atunci tu vei avea liniște ziua și vei dormi noaptea!>>/
Când Apsu auzi, fața lui s-a luminat,/
Fiindcă el plănuia cele rele contra zeilor, fiii lui./
Mummu i-a cuprins gâtul,/
A îngenuncheat în fața lui și-l sărută./
Tot ceea ce ei plănuiau în adunarea lor/
Era vestit zeilor, primilor lor întâi născuți,/
Când zeii au auzit aceasta s-au pus în mișcare;/
Ei au păstrat tăcerea, ei au stat liniștiți./
Cel preaînțelept, desăvârșitul, atotștiutorul/
Ea, cel priceput în toate, a înțeles planul lor./
El a întocmit cu măiestrie un cerc magic contra lui./
El a alcătuit cu iscusință o sfântă și puternică descântare./
El a rostit-o și a făcut-o să stea peste ape./
El a turnat un somn peste el așa că el a adormit adânc./
Când Apsu, pe care el l-a așezat să se culce, a adormit,/
Mummu, sfetnicul lui, n-a mai avut putere să se miște./
El i-a slăbit cingătoarea și i-a scos tiara,/
El i-a luat splendoarea și a pus-o peste dânsul./
După ce l-a ferecat astfel pe Apsu, el l-a omorât./
Pe Mummu l-a legat și a zăvorât ușa în fața lui,/
Deasupra lui Apsu și-a așezat locuința lui;/
Ea l-a înșfăcat pe Mummu, târându-l pe el de frâu./
După ce Ea a înfrânt și supus pe dușmanii lui,/
A obținut victoria peste dușmanii lui,/
Și s-a odihnit liniștit în locuința sa./
El a numit-o pe ea <<Apsu>> și a destinat-o sanctuarului,/
În acest loc să fie așezat al său altar./
Acolo Ea și Damkina, șotia lui, locuiesc în splendoare./
În camera soartei, în locuința destinelor,/
A fost născut cel mai înțelept și mai capabil dintre zei./
În inima lui Apsu a fost Marduk creat,/
În inima lui Apsu s-a născut Marduk;/
Cel care l-a născut pe el a fost Ea, tatăl lui;/
Cea care l-a născut pe el a fost Damkina, mama sa./
Pieptul mamei sale l-a supt el,/
Doica care l-a hrănit, l-a umplut de o înaltă strălucire./
Ademenitoare era figura sa, atractivă privirea ochilor săi,/
Falnică era ținuta lui, un conducător chiar de la început./
Când Ea, tatăl care l-a născut, l-a văzut pe el,/
S-a bucurat, a radiat, inima i s-a umplut de bucurie./
L-a dăruit cu perfecțiune și i-a dăruit o dublă divinitate,/
Cu mult era deasupra lor, cu mult îi depășea;/
Desăvârșite erau membrele sale, mai presus de orice închipuire,/
Deasupra înțelegerii umane, greu de priceput./
Patru erau ochii săi, patru urechile sale;/
Când își mișcă buzele, foc scânteiază,/
Largi erau toate cele patru organe de auzit/
Și ochii, în același număr, vedeau orice lucru./
Semeț era între zei, depășitoare statura lui;/
Membrele sale erau uriașe, înalt peste măsură./
Mariyutu, Mariyutu,/
Fiul zeului-Soare, zeul-Soare al zeilor/
Înconjurat cu nimbul a zece zei, era puternic peste măsură;/
Fiindcă ale lor impunătoare străluciri fuseseră îngrămădite peste el./
Anu a creat și a născut împătritul vânt,/
Încredințând puterii sale pe conducătorul armatei,/
El a produs ... și așezat vântul-vârtej,/
El a întocmit torente și a tulburat pe Tiamat./
Tulburată e Tiamat, ziua și noaptea ea se frământa./
Zeii n-aveau odihnă suferind ca la furtună;/
Inima lor clocise în ea cele rele./
Lui Tiamat, mama lor, ei îi zic:/
<<Când ei au ucis pe Apsu, al tău soț,/
Tu nu l-ai ajutat, ci ai stat liniștită./
Când el a creat împătritul vânt uscat,/
Forța ta a slăbit și noi nu putem să fim liniștiți./
Să-l ai mereu în minte pe Apsu, șotul tău./
Si pe Mummu, care a fost învins; tu stai singură,/
Tu nu ești o mamă, tu nu ne iubești./
[...] tu nu ne iubești,/
[...] Ochii noștri sunt grei./
[...] fără tihnă. Să ne odihnim./
[...] la bătălie. Să te răzbuni pe ei/
[...] și prefă-i în vânt>>./
Când Tiamat a auzit cuvântul, s-a bucurat/
Și ea a zis: <<Să facem monștrii/
[...] și pe zei în mijlocul [...]./
[...] să facem război contra zeilor [...]>>./
Ei s-au strâns și au mers de partea lui Tiamat./
Furioși întocmesc planuri ziua și noaptea,/
Ei se aliniază pentru luptă, spumegând, răcnind;/
Se adună în sfat și se pregătesc de luptă./
Maica Hubur (Tiamat), cea care creează totul,/
A adăugat arme groaznice, a produs șerpi-monștri,/
Cu dinții ca briciul, ei nu-și cruță colții,/
Cu venin în loc de sânge a umplut ea corpul lor./
Dragoni fioroși a înarmat ea cu mânie,/
Ea, făcându-i asemenea zeilor, le-a dat aureole/
Așa ca cel care i-ar privi să moară de frică,/
Așa ca cel prins de corpurile lor să nu se poată întoarce./
Ea a creat vipera, dragonul și lahamu (sfinx),/
Leul cel mare, câinele turbat, omul-scorpion,/
Puternici demoni cu chip de leu, dragoni zburători, centaurul,/
Ce poartă arme necruțătoare, neînfricați în lupte./
Strașnice erau poruncile ei, de necălcat erau ele./
În total unsprezece de acest soi a adus în linie./
Dintre zei, primii ei născuți, ce formau ceata ei,/
Ea l-a ridicat pe Kingu, în mijlocul lor l-a făcut șef./
Să meargă în fruntea armatei, să conducă oștile,/
Să ridice armele pentru luptă, să dezlănțuie atacul,/
În bătălie să fie comandant suprem./
Acestea ea le-a încredințat mâinii sale, când ea le-a adus la sfat:/
<<Eu te-am consacrat, te-am făcut mare în sfatul zeilor,/
Ți-am dat toată puterea să sfătuiești pe zei./
Cu adevărat tu ești suprem, singurul meu soț ești tu!/
Cuvintele tale vor fi mai presus de toți Anunnaki>>./
Ea i-a înmânat tablele cu soarta, le-a fixat pe pieptul lui:/
<<Porunca ta să fie necontestată, cuvântul tău să fie de neînlocuit>>./
Îndată ce Kingu a fost înălțat, s-a făcut stăpân pe rangul lui Anu,/
Ei au hotărât soarta pentru zei, fiii ei:/
<<Cuvântul vostru va face focul să se stingă,/
Va smeri pe <<Arma cea puternica>> așa de tare în înconjurul său>>./